# Хан Син Су
Хан Син Су (кор. 한승수, 韓昇洙, Han Seung-su, Han Sŭngsu; нар. 28 грудня 1936) — корейський економіст, дипломат і політик, тридцять дев'ятий прем'єр-міністр Республіки Корея, голова 56-ї сесії Генеральної Асамблеї ООН.

## Кар'єра
Вивчав економіку, 1968 року здобувши докторський ступінь у Йоркському університеті. Займався викладацькою діяльністю у Великій Британії та Південній Кореї.
1988 року вперше став членом південнокорейського парламенту. Від 1993 до 1994 року був послом у США, від 1994 до 1995 — головою адміністрації президента Кім Йон Сама, а від 1996 до 1997 — віцепрем'єром і міністром фінансів.
У квітні 2001 року Хан Син Су очолив міністерство закордонних справ, а у вересні того ж року був обраний головою Генеральної Асамблеї ООН.
Після завершення праці в ООН повернувся до південнокорейської політики та 2002 року знову був обраний до лав парламенту. 2004 року королева Єлизавета II посвятила його в лицарі.
Лі Мьон Бак після своєї перемоги на президентських виборах 2007 року призначив Хан Син Су на посаду голови Уряду Республіки Корея. У червні 2008 року Хан Син Су був змушений подати у відставку через протести з приводу дозволу на ввезення яловичини зі Сполучених Штатів. Президент, однак, його відставку не прийняв, провівши лише деякі зміни у складі кабінету.
Після виходу з влади Хан Син Су повернувся до діяльності в ООН. Є членом Мадридського клубу.